# ザクセン戦争 (ハインリヒ4世)
ザクセン戦争（ザクセンせんそう、ドイツ語: Sachsenkriege、英語: Saxon Wars）は、1073年にはじまった神聖ローマ帝国の皇帝ハインリヒ4世に対するザクセン公国の貴族達の反乱。

## 概略
ザクセン戦争は、1024年以来神聖ローマ帝国の皇帝位にあったザーリアー朝（ザリエル家）に対するザクセン貴族の長年の対抗意識から生まれたもので、ハインリヒ4世治下の1073年夏から1075年末にかけて頂点に達した。ハインリヒ4世とローマ教皇グレゴリウス7世の間で繰り広げられた叙任権闘争に巻き込まれ、カノッサの屈辱（1077年）の前後にわたる教皇・皇帝間の対立に複雑な影響をあたえた。

## 戦争の経過

### ハインリヒ3世のザクセン経営
ザリエル家とザクセン人の間の対立の芽は、すでにハインリヒ4世の父ハインリヒ3世の治下において潜在的に形成されていた。
「黒王」ハインリヒ3世は、本拠地フランケン大公領のほか、相互相続契約などによってシュヴァーベン大公領やバイエルン大公領を手に入れ、それを直轄地とし、隣接するボヘミアやハンガリーまで臣従させた。また、ハインリヒ3世はクリュニー会の改革運動を支持し、ローマ教皇庁の改革にもみずから乗り出した。1046年には、ストリの教会会議でベネディクトゥス9世とシルウェステル3世の聖職剥奪とグレゴリウス6世への辞職勧告を決め、信頼するドイツ人司教を教皇位につけてクレメンス2世とし、その手で戴冠された。

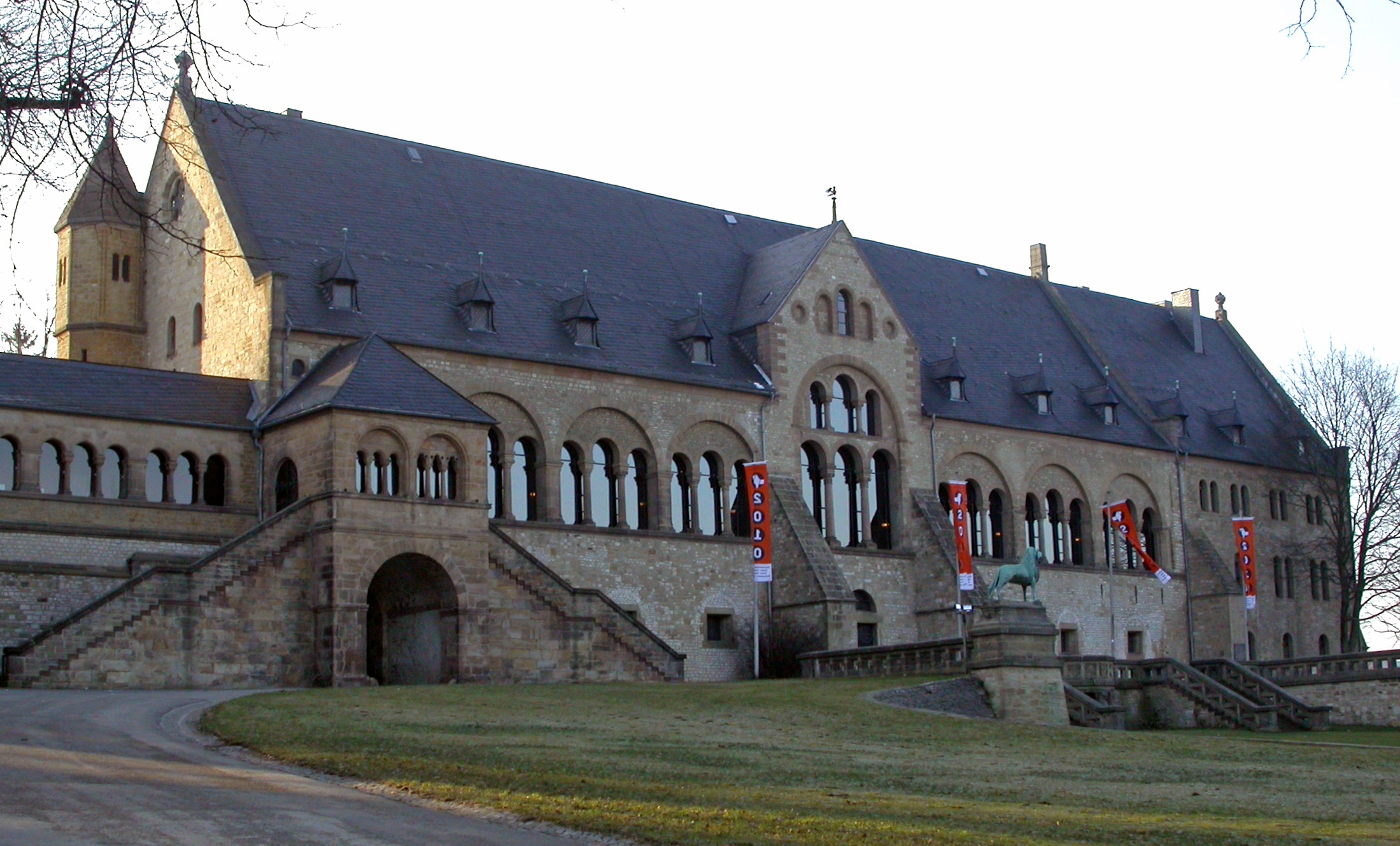
ゴスラーの皇帝居城

「黒王」ハインリヒ3世がもっとも意を注いだのは、ザクセン大公領の経営であった。1045年、ゴーゼック伯アーダルベルトをブレーメンの大司教に任じて、ヘルマン・ビルング以来世襲的ザクセン大公の地位にあったビルング家の権力を削ごうとした。また、ゴスラー周辺のハルツ山地地方に多数の王室直轄地（Krongut）をつくりだし、城塞を築いて、皇帝居城（カイザープファルツ）に多数の臣下と共に滞留した。他の城には、ヴィガンテンシュタイン、モースブルク、サッセンシュタイン、シュパーテンベルク、ハイムブルク、ハーセンブルクがあった。これは、ザクセンの人びとにとっては大きな経済的負担となっていた。

### 父の早世とハインリヒ4世の自立
中世ドイツ最強とも評価される皇帝ハインリヒ3世がイタリア遠征後の1056年に39歳で死去すると状況は一変した。
遺児ハインリヒ4世は皇帝の後継者としてローマ王に即位していたがわずか6歳であり、母アグネスがその摂政となったが、ローマ教皇の選出に際しては2人の意向は全く無視され、枢機卿団による互選（コンクラーベ）によって選出された。それどころか、教皇ステファヌス9世は幼帝ハインリヒ4世を廃し、みずからの兄であるロレーヌ公ゴドフロワ3世への戴冠を画策した。ステファヌス10世は程なく没したが、ハインリヒ4世自身も1062年には母アグネスから引き離されてケルンに送られ、軟禁状態となり、ドイツ諸侯の意のままになるほかないような事態まで発生し、王妃ベルタ（サヴォイア伯オッドーネの娘、後に皇后）さえ諸侯に押しつけられた。こうして帝国は、アグネス以後はケルン大司教アンノ2世、つづいてブレーメン大司教アーダルベルトの摂政下に置かれた。
ハインリヒ4世は1065年に成年に達すると親政を開始し、結婚3年後の1069年にはヴォルムスで開かれた諸侯会議で結婚の無効を訴えたが、かなわなかった。しかし、王妃ベルタはハインリヒ4世をささえ、やがて2人は力を合わせて味方を集め、諸侯からの自立を図った。ザクセンにあった王室財産を取り戻して国王直轄領をつくるべく努力し、オストマルク辺境伯を拘留、つづいてバイエルン大公オットー・フォン・ノルトハイムからバイエルン大公領を没収して、与党のヴェルフ家のヴェルフ1世に与えた。
ザクセンではハインリヒ4世の特別の保護の下で、多くの城の周囲に山脈を配する城塞建設計画が立てられた。なかでもハルツ城は最も突出した城塞でザクセン人に脅威をあたえた。そこはシュヴァーベン出身のミニステリアーレ（帝国直属の家人）であふれかえっていた。

### 衝突のはじまり
ランペルト・フォン・ヘルスフェルトの年代記によれば、1073年6月29日、皇帝に対しザクセン貴族達はゴスラーの皇帝居城（de）で処遇改善を訴えようとしたが、ハインリヒ4世はこれを拒否し、ザクセン軍が大挙して取り囲むなかを近くのハルツ城に逃げ込んだ。

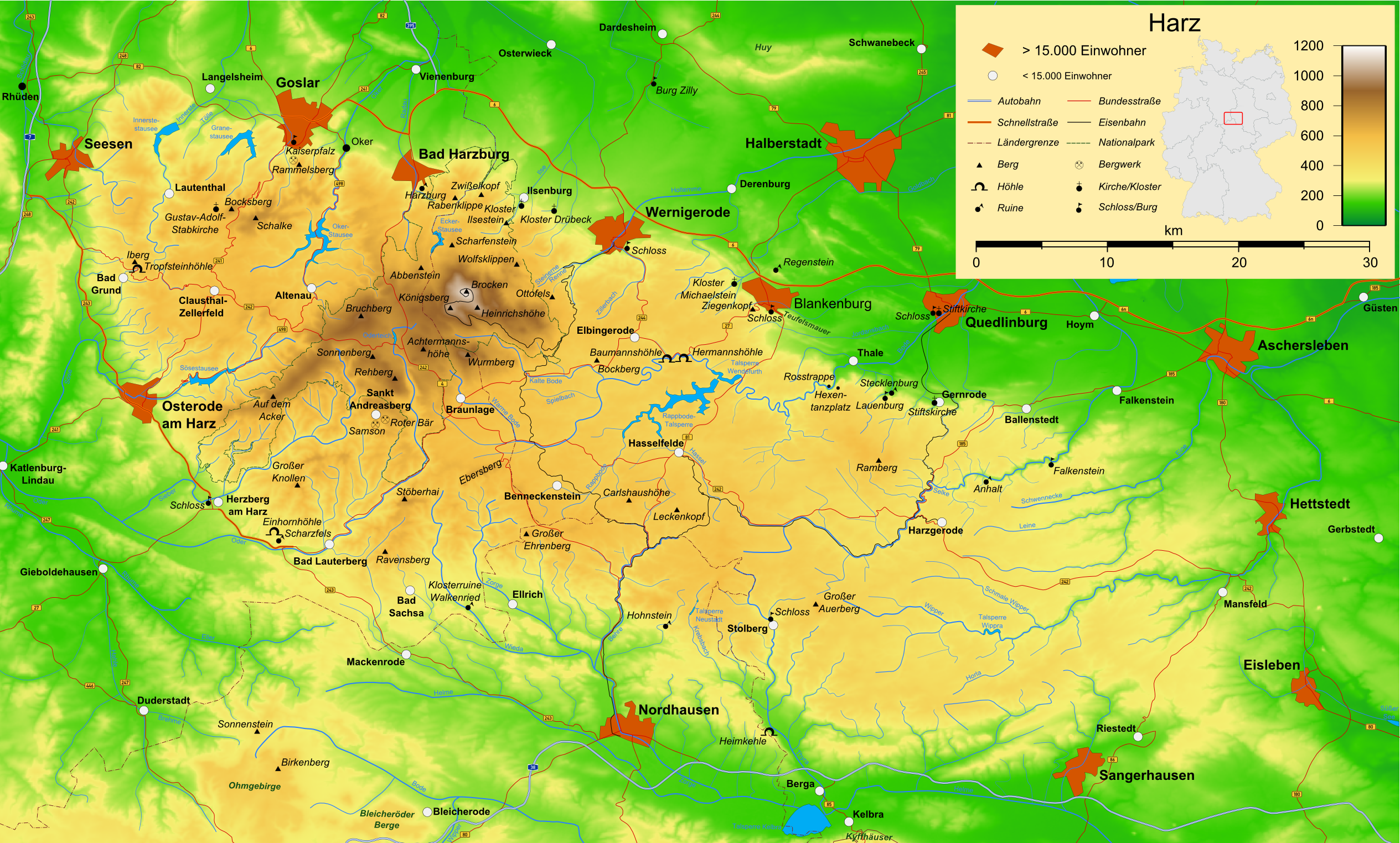
ハルツ地方図

ザクセン軍を指示したのは前のバイエルン大公でザクセン大公マグヌスと同盟していたオットー・フォン・ノルトハイムとハルバーシュタットの司教バーチャード2世であった。しかし、皇帝は同年8月10日に首尾よく囲みを脱した。
皇帝は最初エシュヴェーゲを目ざし、そこからヘルスフェルトを越えて南ドイツに移ろうとした。しかし、準備の足りなかったハインリヒは、そこではザクセンに対抗して動いてくれる帝国および皇帝を支持する勢力を見いだすのは難しかった。

### ゲルシュトゥンゲンの平和
そこでハインリヒ4世は、1074年1月27日にヘルスフェルトにおいて一小部隊とともに、より大軍であるザクセン軍に対峙した。しかし、双方とも異なる思惑から戦闘を回避した。ハインリヒ4世の場合は明らかな劣勢によるものだった。ザクセン人指導者の場合は、勝利は明白であったが、それによって農民たちの地位がかれらの感覚以上に強くなってしまうことが理由だった。そこで、ゲルシュトゥンゲンにおいて同年2月2日、和平交渉が開かれ、相争う両派が合意に達した。そこでの最も重要な結果は、ハインリヒ4世がハルツの城の先端部の破却に合意したことであった。

### ハルツ城の略奪
この結果、ハルツ城は大聖堂とハインリヒ4世の夭折した息子と兄弟の眠る墓が処分されることとなった。それを補うため、ハインリヒ4世はハルツ城の近くに塔と城壁だけを設けなければならなくなった。他方でこのことは周囲の地方の人びとを憤慨させた。その結果、1074年3月には大聖堂と城は基礎となる城壁ともども解体され、王室の坑夫は名を汚された。この出来事でハインリヒ4世は個人にかかわって政治上持てる切り札のすべてを仕掛けた。教会を冒涜し、国王の墓を略奪することは、多くの諸侯がハインリヒ4世側に立つに至る、きわめて非道な行為だと見なされたのである。ザクセン大公マグヌスは地方の民衆行動に関する全責任を拒絶しながらも、みずからの費用で城と教会の修復を提供した。

### ウンシュトゥルトのホムブルクの戦い
ハインリヒ4世は再び対決姿勢にあった。今度はより多くの軍を集め、1075年にはザクセン軍を凌駕するに至った。1075年6月9日、バート・ランゲンザルツァの北約1キロメートルに所在するウンシュトルト川河畔ホムブルクにおける「ウンシュトゥルトのホムブルクの戦い」では、ボヘミア公ヴラチスラフ2世を味方につけたハインリヒ4世が攻撃し、ただ主人に付き従うばかりの単純な農民達に主力を依存するザクセン軍は壊滅的な敗北を喫し、ザクセンとテューリンゲンを通って退却した。10月27日、ザクセンの指導者は質地としてゾンダースハウゼンを差しだし、公式に王に全軍の降伏を申し出た。 ハインリヒ4世は穏やかさも失うほど心ゆくまで勝利を楽んだ。その征服は、ランペルトによれば、無条件というくらいに例外なしに「素足で」起こった。ハインリヒ4世はその後、さまざまな場所で拘留中の大きなザクセン人を多数抱き、さもなければ、その封土を許し与えた。ハインリヒ4世はザクセン反乱を奇貨として一挙に国王権力の拡大に成功したのである。

## さらなる戦い

トスカーナ女伯（右）とクリュニー修道院長（左）に教皇との取りなしを頼むハインリヒ4世（中央）
（バチカン図書館蔵）

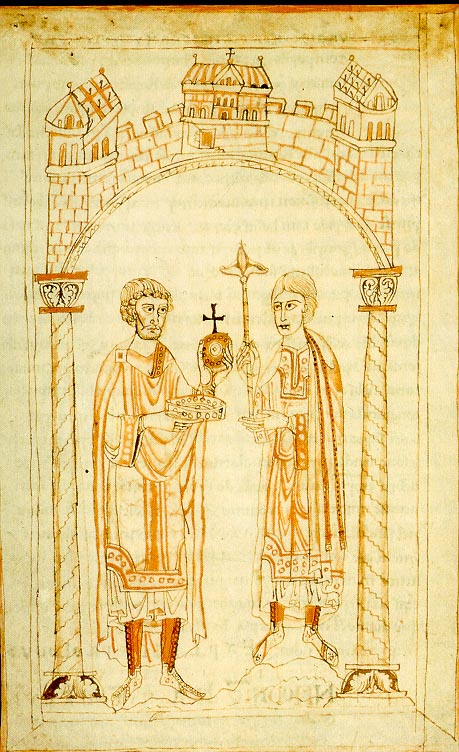
ハインリヒ4世（左）と子のハインリヒ5世（右）

しかし、ザクセンの降伏は終わりではなく、始まりであった。両者の戦いのあいだ、ザクセン貴族と南ドイツ諸侯は連絡をとりあっており、さらに南ドイツ諸侯とローマ教皇庁は気脈を通じていた。ザクセン降伏の同年、ローマ教皇グレゴリウス7世はローマの司教会議で皇帝顧問を務める5人の司教を聖職売買の罪状によって破門に伏し、翌1076年1月8日、ハインリヒ4世にむけて今後は教皇に従うよう書簡を送った。同1月24日、ハインリヒ4世はヴォルムスで国会・宗教会議を開き、トスカーナ女伯マティルデとの不倫の醜聞をもとにグレゴリウス7世の廃位を決議させる。それに対し、教皇は2月22日ハインリヒ4世を破門に処した。こうして1076年の叙任権闘争は、その年のハインリヒ4世当人に世の耳目を集めさせることとなった。
グレゴリウスの廃位に関しては、ドイツと北イタリアの司教たちは国王ハインリヒ4世を支持した。しかし、南ドイツの3大公は国王に反抗し、一旦は王権に服したオットー・フォン・ノルトハイムもザクセン貴族を率いてこれに呼応した。破門により、ハインリヒ4世の王権はドイツでの求心力を失った。
1077年1月、ハインリヒ4世はドイツを脱出し、カノッサに直接教皇を訪ね、破門を解くことに成功した（カノッサの屈辱）。一旦はこれにより、ハインリヒ4世は戦力を回復してドイツ平定に乗り出した。1080年のグレゴリウス7世による再度のハインリヒ4世の破門は効力をともなわなかった。ハインリヒ4世はイタリアに攻め込んでグレゴリウス7世を捕らえ、対立教皇クレメンス3世を擁立して戴冠式を行った。グレゴリウス7世はロベルト・イル・グイスカルドに救出されてサレルノへ逃れるが、ローマへ戻れず失意のうちに没した。ドイツでは相次いで立った2人の対立王がハインリヒ4世に降伏して1091年、ドイツは彼の手によって再び統一された。しかし、イタリア半島北部のロンバルディアの諸都市は皇帝に反対し、最後までその攻撃に屈しなかった。
しかし諸侯を味方につけて皇帝ハインリヒ4世に反旗を翻し、軟禁さえおこなった彼の息子ローマ王（ハインリヒ5世）さえ、ザクセンとは戦わなければならなかった。1106年8月、ハインリヒ4世は失意の内に56歳で死去、同年、ザクセン大公マグヌスも死亡、マグヌスには後継者がいなかったため、ビルング家は断絶した。ハインリヒ5世は、即位早々にザクセン貴族の有力者のズップリンブルク家のロタールをザクセン公に任じた。
1110年、ハインリヒ5世はザクセンに遠征、ボヘミアにも支配権を再び確立し、翌1111年に帝冠を受けて神聖ローマ皇帝となった。しかし、やがてロタールと対立、1115年にヴェルフェスホルツの戦いでロタールに敗北、ザクセンの自立がいっそう進んだ。1119年には教皇カリストゥス2世に破門を宣言され、ザクセン貴族やマインツ大司教アダルベルトが離反した。1122年、ヴォルムス協約によって叙任権闘争を一応は決着させたハインリヒ5世も後継者のいないまま1125年に死去。ザーリアー朝最後の皇帝となった。
つづいて皇帝となったのはザクセン大公ロタール（ロタール3世）であった。